# Música folclórica
La  música folclórica o música tradicional es la denominación para la música popular que se transmite de generación en generación por vía oral (y hoy en día también de manera académica) como una parte más de los valores y de la cultura de un pueblo. Así pues, tiene un marcado carácter étnico o de raíz. Dentro de las músicas tradicionales, hay algunas que han trascendido más allá de su origen, como el flamenco, la jota, el tango, la música country, la samba, la cumbia colombiana y, en general, muchos de los ritmos latinos que han mantenido cierta entidad propia con el tiempo y se han vuelto algo más que un baile.
Otros nombres con los que se conoce a este tipo de música son música étnica, música regional, música típica, y música popular o música folk, denominaciones estas dos últimas que pueden inducir a confusión al tener ya otro significado.
A partir de mediados del siglo XX, una nueva forma de música folclórica popular evolucionó a partir de la música folclórica tradicional. Este proceso y período se llama el (segundo) renacimiento popular y alcanzó su cenit en la década de 1960. Esta forma de música a veces se denomina  música folclórica contemporánea o música de renacimiento popular para distinguirla de formas folclóricas anteriores. Se han producido resurgimientos similares más pequeños en otras partes del mundo en otros momentos, pero el término música folclórica generalmente no se ha aplicado a la nueva música creada durante esos resurgimientos. Este tipo de música folclórica también incluye géneros de fusión como el folk rock, folk metal y otros. Si bien la música folclórica contemporánea es un género generalmente distinto de la música folclórica tradicional, en inglés estadounidense comparte el mismo nombre (folk music) y, a menudo, comparte los mismos artistas y lugares que la música folclórica tradicional.

## Música folclórica tradicional
Los términos música folclórica, canción folclórica y danza folclórica son expresiones comparativamente recientes. Son extensiones del término folclore , que fue acuñado en 1846 por el anticuario inglés William Thoms para describir las tradiciones, costumbres y supersticiones de las clases incultas. El término deriva además de la expresión alemana volk , en el sentido de "el pueblo como un todo" aplicado a la música popular y nacional por Johann Gottfried Herder y los románticos alemanes más de medio siglo antes. Aunque se entiende que la música folclórica es la música de la gente, los observadores encuentran difícil de alcanzar una definición más precisa. Algunos ni siquiera están de acuerdo en que se deba utilizar el término música folclórica. La música folclórica puede tender a tener ciertas características pero no se puede diferenciar claramente en términos puramente musicales. Un significado que se suele dar es el de "canciones antiguas, sin compositores conocidos", otro es el de la música que ha sido sometida a un "proceso evolutivo de transmisión oral ... la creación y remodelación de la música". por la comunidad que le dan su carácter folclórico".
Tales definiciones dependen de procesos (culturales) más que de tipos musicales abstractos..., de continuidad y transmisión oral ... vistas como características de un lado de una dicotomía cultural, el otro lado de la cual se encuentra no solo en la parte inferior capas de sociedades feudales, capitalistas y algunas orientales, sino también en sociedades 'primitivas' y en partes de 'culturas populares'. Una definición ampliamente utilizada es simplemente Música folclórica es lo que la gente canta.
Para Scholes, así como para Cecil Sharp y Béla Bartók, había un sentido de la música del campo distinta a la de la ciudad. La música folclórica ya era, "... vista como la expresión auténtica de una forma de vida ahora pasada o a punto de desaparecer (o en algunos casos, para ser preservada o revivida de alguna manera)", particularmente en "una comunidad no influenciada por música culta" y por canción comercial e impresa. Lloyd rechazó esto a favor de una simple distinción de clase económica pero para él, la verdadera música folclórica estaba, en palabras de Charles Seeger , "asociada con una clase baja" en sociedades cultural y socialmente estratificadas. En estos términos, la música folclórica puede verse como parte de un "esquema que comprende cuatro tipos musicales: 'primitivo' o 'tribal'; 'élite' o 'arte', 'folclórico' y 'popular'".
La música de este género también suele llamarse música tradicional. Aunque el término suele ser solo descriptivo, en algunos casos la gente lo usa como el nombre de un género. Por ejemplo, el premio Grammy utilizó anteriormente los términos "música tradicional" y "folclore tradicional" para la música folclórica que no es música folclórica contemporánea. La música folclórica puede incluir la mayoría de la música indígena.

## Conceptos

### Música folclórica vs. música popular
La música folclórica se la denomina también con el apelativo de "música popular" (y de hecho, con anterioridad al siglo xix podrían considerarse sinónimos). El término música popular remite a la música que se creaba, interpretaba y transmitía por el pueblo y los músicos populares. Además de ese significado que remitía a un uso más rural de la música popular en la actualidad también se entiende por música popular aquellos géneros más actuales de difusión urbana que también se crean, interpretan y transmiten de una manera popular: desde la música considerada moderna, habitualmente vinculados a la cultura urbana, que más atraen la atención del gran público, si bien en la actualidad el término música popular puede referirse a la música de mayor difusión o popularidad.

### Música folclórica vs. música folk
A partir de la década de los 50, 60 y 70 del siglo   XX surgió en numerosos países un interés o revival por la música folclórica que condujo a la formación y difusión de diversos conjuntos musicales de este género. Algunos de ellos produjeron formas modernizadas de esta música que se conocen bajo el nombre genérico de música folclórica contemporánea, o más abreviadamente música folk. Esta música, aunque comparte en esencia la estética (y también los escenarios) con la música más tradicional, se alinea en muchos aspectos (como las vías de difusión y comercialización, o el tratamiento de los derechos de autor) con la moderna [música popular].

## Características
La música tradicional o folclórica se ha mantenido viva, desde los tiempos de la industrialización, fundamentalmente en el ámbito rural, no siendo hasta mediados del siglo xix que comenzó a aparecer un interés en el mundo académico por el estudio de este arte popular.
- Son creaciones anónimas. 
- Es aceptada de forma general por la comunidad. Lejos de representar la personalidad de un artista o de un grupo social determinado como puede ocurrir en otros géneros, la música tradicional representa a todos los miembros de la comunidad a la que pertenece.
- Ejerce una función social determinada. Se utilizaba para acompañar diversas tareas, como las labores del campo, las celebraciones, los juegos, etc. El estilo de la música solía variar según fuera la tarea a la que típicamente acompañaba.
- Se transmite oralmente. Los músicos aprenden esta música oyéndosela tocar a otros, y repitiéndola de memoria. En el proceso introducen a veces variaciones, ya sea o no de forma intencionada. No existe una versión "auténtica" que el autor dejara fijada en una partitura o una grabación.
Son todas ellas características específicas de la música folclórica que rara vez se encuentran en las otras dos grandes tradiciones musicales como son la música culta y la música popular. Cabe señalar no obstante algunos cambios en este sentido en las últimas décadas con la incorporación de la música tradicional a los circuitos comerciales y a las enseñanzas académicas.
En cuanto a los aspectos puramente formales de la música folclórica (como puedan ser la melodía, la instrumentación, la armonía o el ritmo), estos difieren notablemente según el género, la región y la cultura a la que pertenezca, siendo escaso el parecido por ejemplo entre una muiñeira gallega, un fandango andaluz, o una polca centroeuropea.
El estudio de los géneros y las características de las distintas músicas folclóricas que hay en el mundo forma parte de una ciencia que recibe el nombre de etnomusicología.

## Música folclórica según su origen
- Música popular de África
- Música popular de América Latina
- Música popular de América del Sur
- Música indígena de América del Norte
- Música balcánica
- Música caribeña
- Música tropical
- Música tradicional europea
- Música popular del Oriente Medio
- Música polinesia
- Músicas del mundo
- Música folclórica moderna (folk)
- Música popular árabe
- Música popular de Argentina
- Música popular de Bolivia
- Música popular de Brasil
- Música popular de Chile
- Música tradicional de China
- Música popular de Colombia
- Música popular de Costa Rica
- Música popular de Guatemala
- Música popular de España
- Música folk estadounidense
- Chanson tradicional francesa
- Música popular de Honduras
- Música popular de México
- Música popular de Panamá
- Música popular de Paraguay
- Música popular persa
- Música popular de Perú
- Música pimba de Portugal
- Música popular de Puerto Rico
- Música popular de la República Dominicana
- Música popular rusa
- Música popular de Turquía
- Música popular de Venezuela

## Reactivación de la música folclórica
El "renacimiento de la música folclórica" se refiere a un período de renovado interés en la música folclórica tradicional oa un evento o período que la transforma; este último suele incluir un componente de activismo social. Un ejemplo destacado de lo primero es el renacimiento del folclore británico de aproximadamente 1890-1920. El ejemplo más destacado e influyente de este último (en la medida en que suele llamarse el renacimiento de la música folclórica) es el renacimiento del folclore de mediados del siglo XX, centrado en el mundo de habla inglesa que dio origen a la música folclórica contemporánea. [285] Véase el artículo Música folclórica contemporánea para una descripción de este renacimiento.
Un renacimiento anterior influyó en la música clásica occidental. Compositores como Percy Grainger, Ralph Vaughan Williams y Béla Bartók, realizaron grabaciones de campo o transcripciones de cantantes y músicos folclóricos.
En España, Isaac Albéniz (1860–1909) produjo obras para piano que reflejan su herencia española, incluida la Suite Iberia (1906–1909). Enrique Granados (1867-1918) compuso zarzuela, ópera ligera española y Danzas Españolas. Manuel de Falla (1876-1946) se interesó por el  cante jondo del flamenco andaluz, cuya influencia se deja sentir con fuerza en muchas de sus obras, entre las que se encuentran Noches en los jardines de España y Siete canciones populares españolas, para voz y piano). Compositores como Fernando Sor y Francisco Tarrega establecieron la guitarra como instrumento nacional de España. Abundan los artistas populares españoles modernos ( Mil i Maria, Russian Red , et al.) que se modernizan respetando las tradiciones de sus antepasados.
El flamenco creció en popularidad a lo largo del siglo XX, al igual que los estilos del norte, como la música celta de Galicia. Los compositores clásicos franceses, desde Jorge Bizet hasta Mauricio Ravel, también se basaron en temas españoles, y los géneros españoles distintivos se volvieron universalmente reconocidos.
Los resurgimientos de la música folclórica o los revivals de raíces también abarcan una variedad de fenómenos en todo el mundo en los que existe un interés renovado por la música tradicional. Esto es a menudo por los jóvenes, a menudo en la música tradicional de su propio país, y con frecuencia incluye nueva incorporación de conciencia social, causas y evoluciones de nueva música en el mismo estilo. Nueva canción , una evolución similar de una nueva forma de música socialmente comprometida se dio en varios países de habla hispana.